# Ястшембники (Каліський повіт)
Ястшембники (пол. Jastrzębniki) — село в Польщі, у гміні Блізанув Каліського повіту Великопольського воєводства.
Населення — 553 особи (2011).
У 1975-1998 роках село належало до Каліського воєводства.

## Демографія
Демографічна структура станом на 31 березня 2011 року:
|          | Загалом | Допрацездатний вік | Працездатний вік | Постпрацездатний вік |
| -------- | ------- | ------------------ | ---------------- | -------------------- |
| Чоловіки | 262     | 64                 | 173              | 25                   |
| Жінки    | 291     | 73                 | 164              | 54                   |
| Разом    | 553     | 137                | 337              | 79                   |